# Gym Tonic
Pour les articles homonymes, voir Gym Tonic (homonymie).
Gym Tonic était une émission télévisée d'aérobic (de 35 à 60 minutes selon les émissions) animée et coproduite par Véronique de Villèle et Martine Lahary, dite Davina Delor, tournée aux Studios des Buttes-Chaumont à Paris et diffusée le dimanche matin sur Antenne 2. Cette émission donna lieu à deux albums 33 tours en 1982 pour le premier volume et en 1983 pour le second, qui rencontrèrent un certain succès, contribuant à rendre l'aérobic populaire et accessible aux téléspectateurs. 
Elle a duré presque quatre ans, de septembre 1982 à juin 1986 et a stimulé l'accès des femmes au sport et notamment, à un sport jugé plus féminin. Pour la sociologie du sport, cette émission a aussi marqué le mouvement de privatisation et de médiatisation du sport, féminin et selon certains auteurs, le développement du passage du sport en tant qu'activité à une sportivisation d'une partie du temps libre et de loisir,.

## Histoire
Au tout début des années 1980 en France, le sport est encore élitiste, militaire et masculin ou élémentaire (sport à l'école) et bien moins pratiqué par les femmes que par les hommes,, et il est encore parfois considéré comme incompatible avec la féminité. La gymnastique de loisir s'était développée depuis la seconde guerre mondiale, sous forme de club dans les patronages (patroclubs). 
Dans la dynamique de mai 1968 et des années 1970, alors que les métiers évoluent et tendent à sédentariser l'emploi, naît une demande de maîtrise du corps et de sport, de mise ou remise en forme et d'amélioration de l'alimentation. À cette époque le sport féminin, de compétition notamment, fait l'objet d'un rapport au gouvernement commandé par la ministre Françoise Giroud. (Ce rapport propose notamment d'ouvrir les clubs aux sections féminines, d'y faire entrer des entraîneurs femmes, de mieux ouvrir le sport aux femmes en développant la garde d'enfant.).
Les deux animatrices, brune et blonde se décrivant comme de caractères opposés, mais complémentaires, se sont rencontrées dans un cours de danse où Davina qui préparait un concours en Suisse propose à Véronique d'être sa danseuse partenaire. 
Elles décident de produire un cours où l'on aurait plaisir à faire de la gymnastique, en musique, avec des tenues très colorées dans une ambiance de comédie musicale (Fame), sans entrer dans les canons et standards du culturisme.
Elles trouvent et louent pour cela un local (un sous-sol industriel qui était un entrepôt de jeans, 66 rue Nicolo, à Paris). Le cours d'« energic danse » est à la fois conçu pour être un moment de pédagogie et de convivialité et un spectacle. Les prospectus photocopiés et distribués dans le quartier l'intitulent Cours de musculation Work. Trois personnes y assistent le premier jour, puis rapidement plusieurs dizaines et jusqu’à cent personnes. Par rapport aux cours traditionnels où les élèves sont tous habillés de la même manière, ici l'individu est valorisé par sa tenue colorée. Chaque participant est incité par les animatrices à inventer sa tenue et à la composer lui-même (bandeaux, bandanas, guêtres...).
Béatrice Augier, attachée de presse de la station de ski des Arcs, s'inscrit à leur cours après les avoir rencontrées lors de leurs vacances aux Arcs. Aux États-Unis, Jane Fonda et les Californiens pratiquent déjà le jogging. 
À la suite d'un reportage, le nombre de pratiquants augmente, nécessitant d'abattre des cloisons. Le journal Vital consacre un reportage au cours (17 pages), qui attire Antenne 2, qui lance l'émission le 19 septembre 1982, année 
de publication en France de la traduction française de Ma méthode de Jane Fonda.
L'émission, qui a touché jusqu'à 12 millions de téléspectateurs par émission, s'est arrêtée le 19 juin 1986. 
La productrice Pascale Breugnot ayant décidé de faire un an de rediffusions, Véronique et Davina ont été moins proches des téléspectateurs et ont donc pris une année sabbatique. De nouvelles émissions auraient dû être tournées mais le projet n’a pas été reconduit à la télévision. Les animatrices ont néanmoins continué cette aventure pendant deux ans au Maroc sur la chaîne 2M avec leur émission 2M en Forme.
Gym Tonic a contribué à accroître le rythme d'ouverture de salles de gym et notamment de grandes salles (façon gymnases-club, salle des Champs-Élysées) à Paris, puis en province. TF1 a ensuite également proposé une émission de gymnastique (Téléforme) et cette forme de gymnastique s'est intégrée dans le phénomène de privatisation et mondialisation du sport.

## Réaction du public et des spécialistes
Véronique et Davina reçoivent 20 000 lettres de remerciement pour leur émission de septembre 1982 à mars 1983 et vendent 600 000 cassettes de remise en forme pendant les cinq ans de l'émission. 

Toutefois, l'émission ne fait pas l'unanimité parmi les professionnels de la gymnastique[Lesquels ?] : 

« J'émets une vive protestation au vu de la diffusion de l'émission Gym Tonic qui prétend mettre en forme les malheureux gogos qui vont la pratiquer, plantés devant leur poste de télévision. Ils vont s'agiter dans tous les sens, martyriser leurs muscles et leurs articulations, et leur pauvre colonne vertébrale. C'est insensé ! Comment peut-on oser proposer de telles pratiques qui, au lieu d'entretenir, d'assouplir et muscler en prenant toutes les précautions nécessaires, en s'assurant de la plus élémentaire prudence, vont très rapidement démolir des corps d'adultes, non entraînés, non préparés et déjà touchés par tous les problèmes physiques qu'apporte l'avance en âge... Les vrais professionnels de l'éducation physique doivent sentir leurs cheveux se dresser sur la tête s'ils regardent un tel spectacle. Je pratique la gymnastique d'entretien et je l'enseigne. Cela demande une formation spécifique sérieuse. Je fréquente de nombreux professeurs d'E.P.S., tous sont consternés. »

Le docteur Dominique Poux, spécialiste de traumatologie sportive, attaché à l'Institut national du sport, de l'expertise et de la performance déclare : 

« Les exercices ne sont pas toujours bien contrôlés, les flexions sont trop violentes, les temps ressorts peuvent endommager la colonne vertébrale. Le rythme accéléré peut entraîner des claquages et nécessite, en tout cas, un assez important entraînement cardio-vasculaire. »

## Générique
Pendant le générique de fin d’émission (à partir d'octobre 1983), Véronique et Davina prennent une douche nues. La scène s'est produite au cours d'un tournage, alors que la climatisation du gymnase était tombée en panne et a été filmée de façon spontanée, sans le son. Davina et Véronique sont filmées séparément dans deux douches différentes placées l'une à côté de l'autre. Au montage, Davina apparaît nue filmée de dos, dévoilant ainsi son postérieur, puis Véronique est filmée de face vêtue d'un string de bain orange, dévoilant ainsi sa poitrine. 
Après un arrêt de deux semaines, la scène été de nouveau programmée en boucle aux petites heures, à la suite de nombreuses réclamations des téléspectateurs, parmi lesquels essentiellement des hommes. Il était rare à l'époque de voir une telle scène à la télévision à une heure de grande écoute. Scène qui a contribué à apporter un public masculin à l'émission, laquelle au départ visait un public essentiellement féminin. 
La musique du générique a été composée par Alain Goraguer, puis reprise et remixée de nombreuses fois. Les paroles, composées d'onomatopées, notamment le toutouyoutou scandé tout au long du titre, sont chantées par Carol Fredericks, et les deux animatrices en ont fait les chœurs. 
Cette musique a contribué à la postérité de Gym Tonic. Elle est devenue la musique-phare des publicités pour le numéro de renseignements 118 218 à partir de 2004, publicités qui parodiaient par ailleurs l'émission, avec deux hommes moustachus dans des tenues d'aérobic. 